# Primeiro de Maio
Primeiro de Maio est une municipalité de l’État du Paraná. Elle compte 9 854 habitants sur une superficie de 414 km2.

## Maires
| Période | Période | Identité                  | Étiquette | Qualité |
| ------- | ------- | ------------------------- | --------- | ------- |
| 2009    | 2012    | Jerubaal Matusalem Arruda | PDT       |         |